# Peter Bartels (Journalist)
Peter Bartels (* 25. Oktober 1943) ist ein deutscher Journalist. Er war Chefredakteur der Boulevard-Zeitungen Bild, Super! und täglich Alles sowie der Illustrierten Revue.

## Karriere
Bartels war zuerst Volontär einer Lokalzeitung, dann wechselte er als Polizeireporter zur Bild-Zeitung in Stuttgart und war drei Jahre lang für die Boulevard-Zeitung Express in Köln tätig. 1974 kehrte er zur Bild zurück und präsentierte dort in den 1970er und 1980er Jahren als Unterhaltungschef u. a. das tägliche Fernsehprogramm auf Seite 2, ehe er von 1989 bis 1990 zusammen mit Hans-Hermann Tiedje, mit dem er sich 1990 zerstritt, als Chefredakteur fungierte und dann gegen eine Abfindung von 4,5 Mio. DM ausschied. Nach seiner Tätigkeit im Axel-Springer-Verlag arbeitete er bei den Boulevard-Zeitungen Super! (von 1991 bis 1992) und täglich Alles (von März bis November 1996) sowie der Illustrierten Revue (von 1999 bis 2006) als Chefredakteur. Seit 2017 ist er Kolumnist für den AfD-nahen Deutschland-Kurier.
Im Dezember 2020 schrieb Bartels auf dem rechtsextremen Blog Politically Incorrect in einem von ihm so benannten Brief an das Christkind, er wünsche sich „Journalisten, die uns nicht mehr in Moralin-Jauche baden, bevor sie uns befehlen, was sein soll“. Journalisten würden „nicht nur aus Versehen lügen: geplant, gezielt, gerissen [...] weil sie ja alle längst dunkelrot sind oder giftgrün“. Er wünsche sich Journalisten wie „Matthias Matussek, Max Erdinger, Michael Klonovsky, Boris Reitschuster, Henryk M. Broder, Roland Tichy oder Jürgen Elsässer“ sowie Verleger „wie Götz Kubitschek oder Jochen Kopp“.

## Werke
- BILD.  Ex-Chefredakteur enthüllt die Wahrheit über den Niedergang einer einst großen Zeitung. Kopp Verlag, Rottenburg 2016, ISBN 978-3-86445-282-6